# Bagsecg
Bagsecg (Bægsecg eller Bagsec) (død 8. januar 871) var en af lederne under de danske eller nordiske vikingenes invasion i England i 860'erne. Han blev i samtidige kilder omtalt som "kong" Bagsecg (samt en række andre stavemæssige varianter) og kan have været dansk konge efter kong Horik II (Hårek, Erik II eller Erik Barn) som menes at være død en gang efter 864. I 873 dukker andre danske konger (Halvdan) op i kilderne.. Bagsecg antages at have kommet til England og sluttet sig til Ragnarssønnerne (sønnerne til Ragnar Lodbrok) og vikinghæren som i engelske kilder betegnes som "The Great Heathen Army" (Den store hedenske hær) i 870 eller 871 og som havde invaderet store dele af Midt-England. Bagsecg er kendt fra omtale i engelske/saksiske kilder, men er ikke omtalt i kendte nordiske kilder.
Sammen med Halvdan Ragnarsson ledte Bagsecg invasionen i kongedømmet Wessex, men blev dræbt i Slaget ved Ashdown i januar 871 mod den vest-saksiske hær, der blev ledt af Æthelred af Wessex og dennes yngre bror Alfred, efterfølgende kendt som Alfred den store.. Æthelred og Alfreds sejr i dette slag og i slaget ved Edington i 878 førte til oprettelsen og formaliseringen af Danelagen, der begrænsede udbredelsen af det danske vikingerige i England.